# Kent Acres
Kent Acres statisztikai település az Amerikai Egyesült Államok Delaware államában, Kent megyében. Lakosainak száma 2144 fő (2020. április 1.).

## Népesség
A település népességének változása:

| 2010 | 1 890 |
| 2020 | 2 144 |